# Habitatge al carrer Combat, 27-29 (Cervera)
Habitatge al carrer Combat, 27-29 és una obra de Cervera (Segarra) protegida com a Bé Cultural d'Interès Local.

## Descripció
Gran casal de planta baixa i tres pisos, situat al carrer Combat, centre del municipi. L'edifici és de planta rectangular amb la coberta a dues aigües i el carener paral·lel a la façana principal. L'estructura de la façana presenta tres nivells força diferenciats, el primer té la planta baixa, amb diverses obertures de secció irregular, que van des de la porta d'accés als diferents pisos fins a les portes de diferents botigues. El segon, és el més ampli i important de l'edifici i està conformat per les dues plantes que a nivell de façana es tradueixen en cinc obertures a cada planta, protegides per balcons -les tres centrals del primer pis estan unides per una sola balconada. El parament d'aquest cos és estucat, remarcat per línies horitzontals que recorren l'amplària de l'edifici de cap a cap. Finalment, el darrer nivell, separat per una cornisa prominent de l'anterior, presenta cinc grans finestrals rectangulars apaïsats dividits a partir de pilastres.